# Улугушский сельсовет
Улугу́шский сельсовет — муниципальное образование со статусом сельского поселения в составе Катайского района Курганской области России. 
Центр — село Улугушское.

## История
В соответствии с Законом Курганской области от 6 июля 2004 года № 419 сельсовет наделён статусом сельского поселения.

## География
Крупнейшее озеро — Большой Коклан.

## Население
| 1989 | 2002 | 2010 | 2012 | 2013 | 2014 | 2015 |
| ---- | ---- | ---- | ---- | ---- | ---- | ---- |
| 635  | ↘397 | ↘161 | ↘147 | ↘135 | ↘123 | ↘120 |
| 2016 | 2017 | 2018 | 2019 | 2020 |      |      |
| ↘117 | ↘107 | ↘105 | ↘101 | ↘96  |      |      |

## Состав сельского поселения
| № | Населённый пункт | Тип населённого пункта       | Население |
| - | ---------------- | ---------------------------- | --------- |
| 1 | Балинское        | деревня                      | ↘49       |
| 2 | Соколовка        | деревня                      | ↘32       |
| 3 | Улугушское       | село, административный центр | ↘80       |